# Brychan
Brychan Brycheiniog, roi de Brycheiniog, est réputé être le fils d'un roi irlandais nommé Anlach, fils de Coronac, et de Marchell ferch Dewdrig du sud du Pays de Galles. Il est le fondateur légendaire et éponyme du premier royaume de Brycheiniog (Brecknockshire) dans le sud du Pays de Galles. On ne sait rien d'historique sur sa vie ni sur son règne bien que des récits postérieurs hagiographiques et généalogiques suggèrent qu'il règne à la fin du Ve siècle ou au début du VIe siècle.

## Biographie légendaire
Selon la légende fondatrice de la dynastie, Brychan est le fils de Marchell, une fille d'un petit roi local nommé Tewdrig. Marchell est envoyée en Irlande pour épouser le roi Anlach, fils de Coronac (peut-être Cormac ?), sous la réserve que si un fils naissait de cette union il devait revenir au Pays de Galles pour régner sur le royaume. De ce fait après la naissance de Brychan, le couple revient avec son enfant. Dans sa jeunesse il aurait été envoyé comme otage dans le royaume de Powys où il viole Banhadlwedd ferch Banadl, la fille du roi qui donne ensuite naissance à Cynog, le futur Saint Cynog. Brychan reste très célèbre pour sa vaste progéniture potentielle née de ses trois épouses Eurbrawst, Rhybrawst et Proestri ; évaluée à douze fils et vingt quatre filles selon les listes, nombre de ses enfants apparaissent dans les récits postérieurs.

## Culte
Différentes autres traditions celtiques lui attribuent un grand nombre d'enfants, entre douze et soixante-trois selon les sources, dont plusieurs sont considérés comme des saints, notamment en Cornouailles où plusieurs villages sont nommés d'après eux. En revanche, lui-même est toujours présenté comme un patriarche et jamais comme un saint ; cependant, dans son étude des saints de Cornouailles, Nicholas Roscarrock lui attribue une fête au 6 avril.

## Au Pays de Galles
Dans la tradition galloise, Brychan est le fils de la princesse Marchell de Garthmadrun, royaume du sud-est du pays de Galles, qui se rend en Irlande pour y épouser le prince Anlach. Brychan hérite du royaume de son grand-père maternel Tewdrig, et le Garthmadrun est rebaptisé Brycheiniog, « pays de Brychan ». Il a trois femmes (Prawst fille de Tudwal, Ribraust et Proistri) qui lui donnent onze fils et vingt-cinq filles.

## En Cornouailles
Une Vie de saint Nectan, rédigée au XIIe siècle à l'abbaye de Hartland, lui attribue une seule femme, Gwladys, et vingt-quatre enfants : douze fils (dont Nectan) et douze filles, dont plusieurs donnent leur nom à des églises dans le nord-ouest des Cornouailles.

## En Bretagne
Brychan apparaît sous le nom Broccann dans la Vitam Sancta Ninnocæ rédigée au XIIe siècle à l'abbaye Sainte-Croix de Quimperlé. Il y est l'époux de Meneduc, fille du roi écossais Constantin, et le père de sainte Ninnoc.

## Descendance
Les fils de Brychan incluent :
- Rhun Dremrudd qui lui succède
- Cludwyn qui envahit le sud du Pays de Galles
- Berwyn
- Clether, a donné son nom au village de St Clether
- Cynog
- Dingad de Llandingat (en), fêté le 1er novembre
- Dyfrig
- Keri, a donné son nom au village d'Egloskerry
- Nectan, fêté le 17 juin
- Tamalanc
- Wenheden
- Wynup ou Wennap

Les filles de Brychan incluent :
- Dwynwen, fêtée le 25 janvier
- Eluned
- Marchell épouse de Gwrin Farfdrwch
- Gwelfyl épouse de Cadell Ddyrnllwg
- Tanglwst épouse de Cyngen le Renommé et mère de Brochwel Ysgythrog
- Endellion, fêtée le 29 avril, a donné son nom au village de St Endellion
- Gwladys, fêtée le 29 mars, épouse de Gwynllyw et mère de Cadoc
- Keyne (en), fêtée le 8 ou le 7 octobre, a donné son nom au village de St Keyne
- Mabyn, fêtée le 18 novembre, a donné son nom au village de St Mabyn
- Minver, fêtée le 24 ou le 23 novembre, a donné son nom au village de St Minver
- Meleri (en), épouse de Ceredig roi de Ceredigion
- Merewenne, a donné son nom au village de Marhamchurch
- Morwenna, fêtée le 5 juillet, a donné son nom au village de Morwenstow
- Ninnioc, fêtée le 4 juin
- Tydfil (en), fêtée le 23 août
- Wenna, fêtée le 18 octobre, a donné son nom au village de St Wenn